# Jérémie pleurant la destruction de Jérusalem
Jérémie pleurant la destruction de Jérusalem est une peinture à l'huile sur panneau datée de 1630 réalisée par le peintre néerlandais Rembrandt,  et conservée au Rijksmuseum Amsterdam.

## Histoire
Le tableau est peint en 1630, alors que Rembrandt est âgé de 24 ans et vit à Leyde (Provinces-Unies), sa ville natale. Rembrandt travaille à cette époque dans son atelier avec le peintre Jan Lievens ; il partira à Amsterdam l'année suivante. Le tableau est acheté en 1939 par le Rijkmuseum d'Amsterdam. Le support utilisé est un panneau en bois de chêne, issu d'un arbre abattu après 1624 et provenant du nord des Pays-Bas.

## Description
Le sujet principal du tableau est un vieil homme assis, appuyé contre une colonne de pierre derrière lui. Son bras gauche soutient sa tête tandis que son bras droit est dans son dos. Devant lui figure une pierre couverte d'une nappe richement brodée. Sur celle-ci sont posés plusieurs objets : des vases en or, un livre portant l'inscription BiBeL (possiblement un ajout postérieur), un sac, une bouteille et un châle.
À travers une arche en pierre, sur la gauche, apparaît une ville en flammes. La cité comporte un bâtiment avec un dôme et des murailles. Celles-ci sont escaladées par des hommes avec une échelle. Devant la ville, un personnage se tient la tête dans les mains. Dans le ciel, une figure ailée tient une torche.

## Thème
Jusqu'à la fin du XIXe siècle, on pense que l'œuvre est une représentation de Loth et de la destruction de Sodome. En 1897, les historiens de l'art Wilhelm von Bode et Cornelis Hofstede de Groot établissent que le tableau représente la chute de Jérusalem et sa prise par les Babyloniens en 586 av. J.-C. telles que mentionnées dans la Bible,. La figure centrale de la peinture est le prophète Jérémie, qui a prophétisé cette chute dans le Livre de Jérémie et l'a déplorée dans le Livre des Lamentations. Il est justement représenté en train de se lamenter sur la chute de la ville, bien que cette scène précise n'apparaisse pas dans la Bible ; il s'agit plutôt d'une combinaison de différents épisodes bibliques.

## Analyse

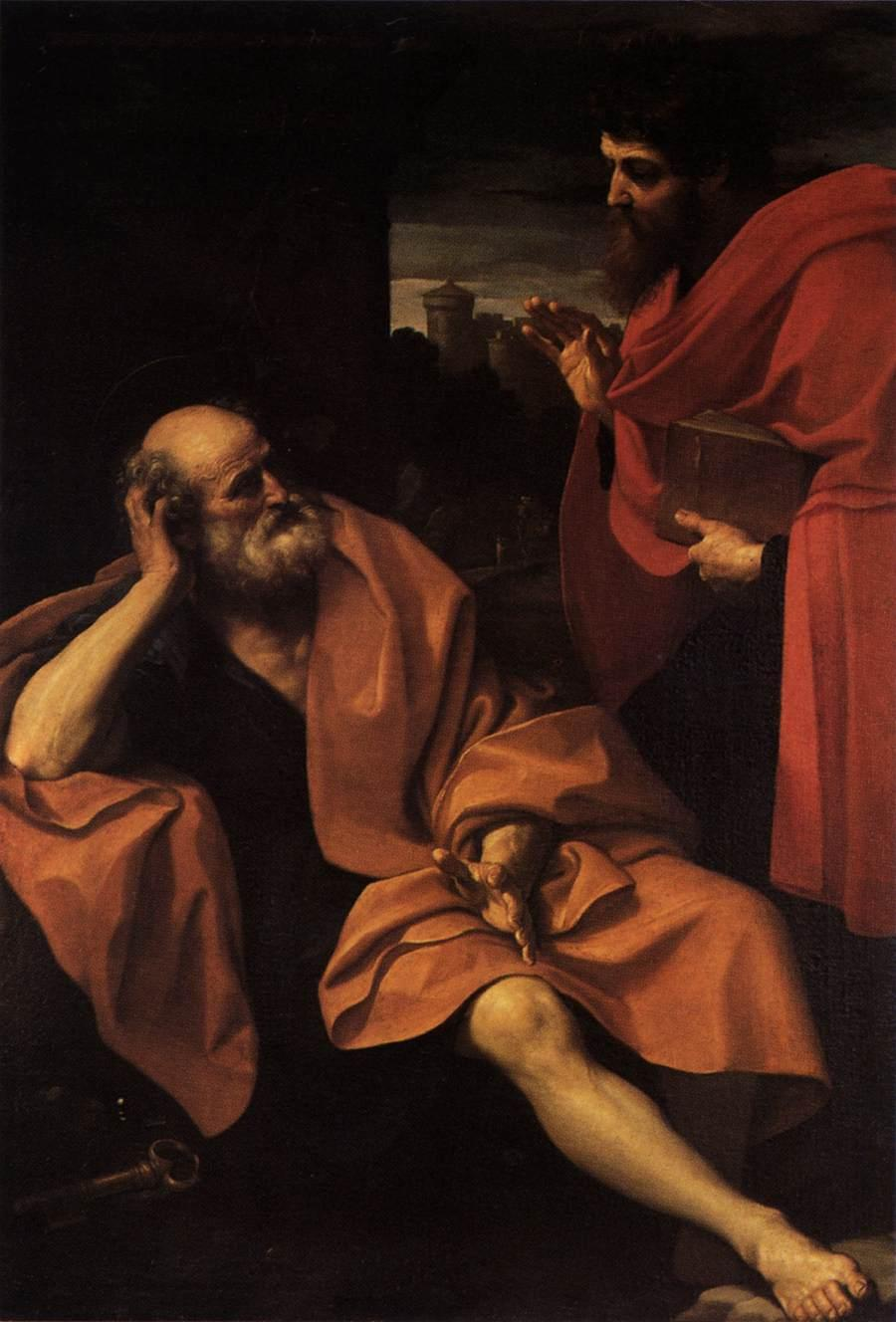
Guido Reni, Saints Pierre et Paul.

La composition du tableau est basée sur une diagonale entre le coin inférieur gauche et le coin inférieur droit. Cette séparation est réalisée par le clair-obscur et les jeux de lumière, mais également par le corps de Jérémie lui-même. En effet, Jérémie est représenté penché, appuyé sur son coude, dans une position associée au tempérament mélancolique. Cette utilisation d'un corps dans cette position pour créer une diagonale sur un tableau est probablement inspiré du baroque italien, et plus spécifiquement par le tableau de Guido Reni Saints Pierre et Paul (1603-1604, pinacothèque de Breda, Milan),.
Outre la symbolique de la mélancolie, la position de Jérémie peint par Rembrandt présente une particularité : le bras droit du prophète est dissimulé derrière son dos. Il peut s'agir d'une référence au passage du Livre des Lamentations où il est dit que Dieu a retiré son bras droit, c'est-à-dire son soutien à Israël, et a laissé le pays seul face à ses ennemis :

« Il a, dans son ardente colère, abattu toute la force d'Israël ; Il a retiré sa droite en présence de l'ennemi ; Il a allumé dans Jacob des flammes de feu, Qui dévorent de tous côtés. »

— Lamentations 2, 3 (trad. Segond)

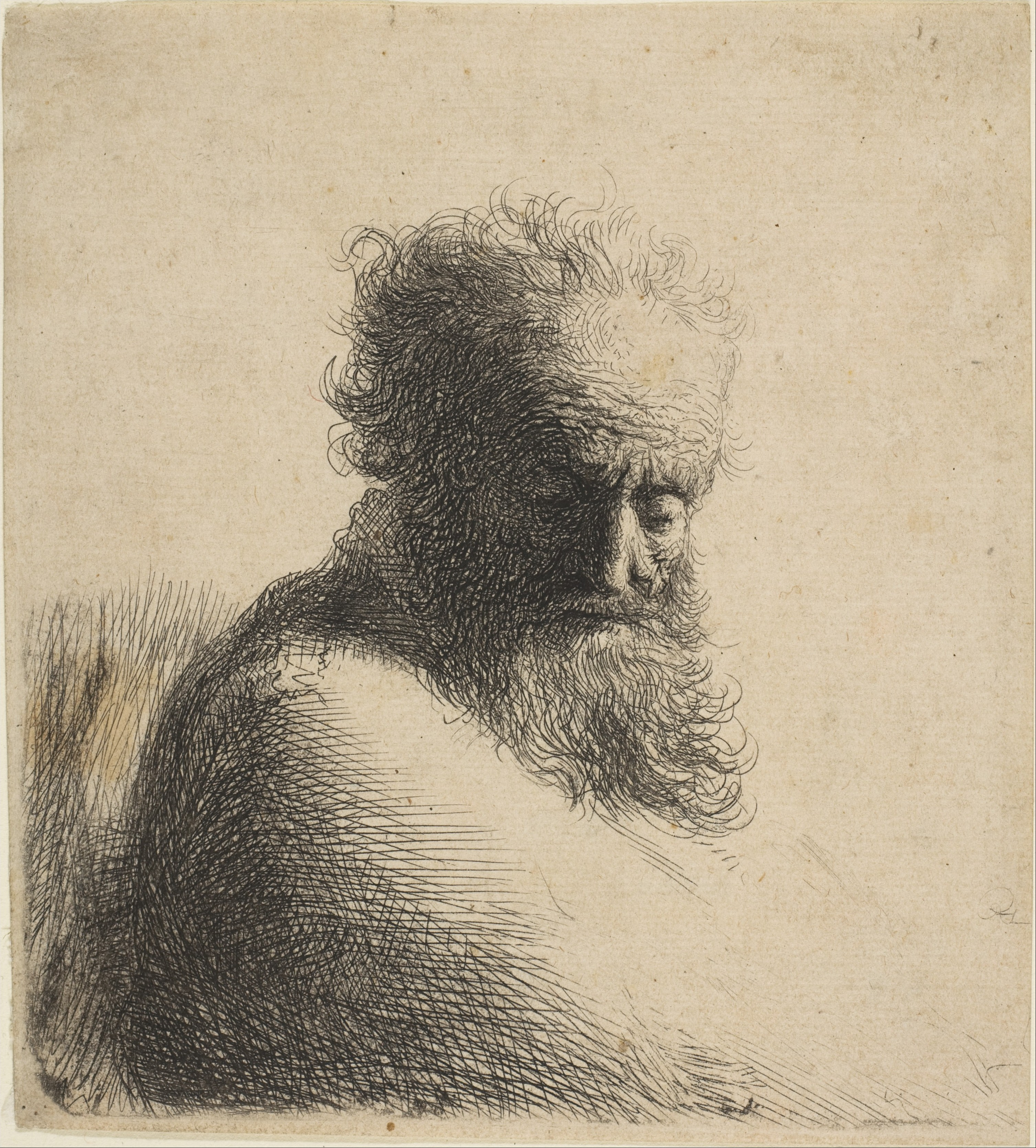
Rembrandt, Buste d'un vieil homme barbu, 1631, Met.

Le visage de Jérémie est particulièrement expressif et peut être rapproché des tronies, des portraits d'anonymes mettant en valeur les expressions du visage. Le même modèle utilisé pour représenter Jérémie a servi à Rembrandt pour plusieurs dessins du genre des tronies,.
La diagonale divise le tableau en deux scènes opposées : une scène de guerre pleine d'action à gauche, une nature morte composée de quelques objets à droite,. A gauche, la figure ailée correspond à l'ange auquel la tradition juive attribue l'incendie de Jérusalem : la destruction serait non pas l'œuvre de Nabuchodonosor II, mais de Dieu lui-même.
Sur la droite, la bouteille serait une référence à la prophétie de Jérémie où celui-ci annonce que Dieu brisera Jérusalem comme lui-même brise une bouteille :

« Tu briseras ensuite le vase, sous les yeux des hommes qui seront allés avec toi.
Et tu leur diras: Ainsi parle l'Éternel des armées : C'est ainsi que je briserai ce peuple et cette ville, Comme on brise un vase de potier, Sans qu'il puisse être rétabli. Et l'on enterrera les morts à Topheth par défaut de place pour enterrer. »

— Jérémie 19, 10-11 (trad. Segond)

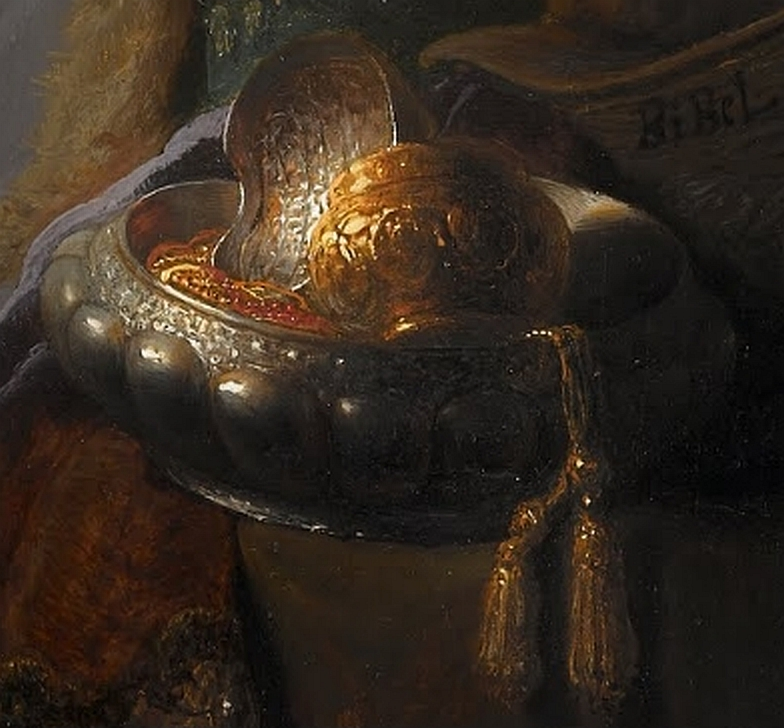
Détail : vases précieux.

Rembrandt établit ainsi un parallèle entre le symbole (la bouteille, à droite) et le symbolisé (la chute de Jérusalem, à gauche).
Les vases précieux près de Jérémie sont possiblement une référence au trésor du Temple de Jérusalem pillé, emporté à Babylone. Ils constituent également une référence plus contemporaine en tant que symboles de la richesse matérielle. Tel Jérémie qui semble ignorer ces trésors, l'œuvre a une portée moralisatrice et appelle le spectateur à ne pas s'attacher aux biens matériels, sous peine de finir comme la cité de Jérusalem. De même, les vêtements du XVIIe siècle de Rembrandt accentuent sa contemporanéité. 

## Sources
- [Budick 1988] (en) Sanford Budick, « Rembrandt's Jeremiah », Journal of the Warburg and Courtauld Institutes, vol. 51, no 1,‎ 1988, p. 260-264 (DOI 10.2307/751284, lire en ligne)
- [Bulckens et Sajip 2024] (en) Koen Bulckens et Arjun Sajip, « Rembrandt’s sorrowful Jeremiah shows the painter at his best », Apollo,‎ 20 mars 2024 (lire en ligne)
- [Bruyn 1970] (en) J. Bruyn, « Rembrandt and the Italian Baroque », Simiolus: Netherlands Quarterly for the History of Art, vol. 4, no 1,‎ 1970, p. 28-48 (DOI 10.2307/3780392, JSTOR 3780392, lire en ligne)
- [Bruyn 1982] (en) J. Bruyn et al., « Jeremiah lamenting the destruction of Jerusalem », dans A Corpus of Rembrandt Paintings, Dordrecht, Springer, coll. « Stichting Foundation Rembrandt Research Project » (no 1), 1982, 728 p. (ISBN 978-94-009-7517-0, DOI 10.1007/978-94-009-7517-0_33, lire en ligne), p. 276-284
- [Callaway 2021] (en) Mary Chilton Callaway, « Jeremiah in Arts », dans Louis Stulman, Edward Silver, The Oxford Handbook of Jeremiah, Oxford University Press, 2021, 696 p. (ISBN 9780190693060 et 9780190693091, DOI 10.1093/oxfordhb/9780190693060.013.40, lire en ligne), p. 579-609